# Tarașceanka, Novohrad-Volînskîi
Tarașceanka (în ucraineană Таращанка) este un sat în comuna Krasîlivka din raionul Novohrad-Volînskîi, regiunea Jîtomîr, Ucraina.

## Demografie
Componența lingvistică a localității Tarașceanka
     Ucraineană (99,29%)
     Alte limbi (0,71%)
Conform recensământului din 2001, majoritatea populației localității Tarașceanka era vorbitoare de ucraineană (99,29%), existând în minoritate și vorbitori de alte limbi.